# Макарије Солунски
Макарије Солунски или Макарије Нови (грч. Αγιος Μακαριος ο Νεος ο οσιομαρτυρας), је хришћански православни светитељ, преподобномученик, из 16. века.
Православна црква прославља светог Макарија 14. септембра.

## Биографија
Његово родно место је непознато. Познато је да је био ученик цариградског патријарха Нифона II, са којим се повукао у манастир Ватопед. Заједно са братом Јоасафом пратили су Нифона на његовим турнејама по Македонији и Влашкој. Године 1505. населили су се у Ватопеду, где су остали две године. Макарије је отишао у Солун, где је Турцима отворено проповедао Христово учење. Османлије су га тукли дрвећем, мучили ножевима и одвукли у затвор, где је 14. септембра 1507. године посечен.